# Javaanse lijstergaai
De Javaanse lijstergaai (Garrulax rufifrons) is een zangvogel uit de familie Leiothrichidae. Het is een bedreigde, endemische vogelsoort op Java.

## Kenmerken
De vogel is 27 cm lang. Het is een egaal grijsbruin gekleurde lijstergaai. De kop en de oorstreek zijn iets warmer, dof kastanjebruin gekleurd. Het oog is vuilgeel, de snavel is zwart en de poten zijn grijsbruin.

## Verspreiding en leefgebied
Deze soort is endemisch op Java en telt twee ondersoorten:
- G. r. rufifrons: West-Java.
- G. r. slamatensis: Midden-Java.

Het leefgebied bestaat uit groenblijvend montaan loofbos tussen de 900 en 2500 m boven zeeniveau.

## Status
De Javaanse lijstergaai was vroeger een algemeen voorkomende vogel op Java, maar heeft sinds de jaren 1990 een zeer beperkt verspreidingsgebied en daardoor is de kans op uitsterven aanwezig. De grootte van de populatie werd in 2016 geschat op een aantal tussen de 50 en 249 individuen. De populatie-aantallen nemen sneller af dan eerder gedacht in gebieden die vrij toegankelijk zijn, hoewel ongeschikt voor agrarisch gebruik en menselijke bewoning. De grootste bedreiging komt door vangst voor de kooivogelhandel, waardoor de vogel nu alleen nog voorkomt in het beschermde Nationaal park Gunung Gede Pangrango. Om deze reden stond de soort sinds 2013 als bedreigd en sinds 2016 als ernstig bedreigd op de Rode Lijst van de IUCN.